# Avi Toledano
Avi Toledano (in ebraico אבי טולדנו‎?, in arabo أفي توليدانو‎?; Meknès, 4 aprile 1948) è un cantautore israeliano di origine marocchina.

## Biografia
Nato in Marocco nel 1948 da famiglia ebraica marocchina si trasferì in Israele all'età di 16 anni. Nello stesso anno, il 1961, firmò il suo primo contratto con la casa discografica EMI.
È stato eletto più volte "cantante dell'anno" dalle emittenti radiofoniche israeliane.
Fino ad oggi ha inciso 21 dischi, e molte delle sue canzoni sono state a lungo in vetta alle classifiche di vendita.
Ha ricevuto il "Kinor David", l'equivalente israeliano del Premio Oscar, assegnato ogni anno dal quotidiano Yedioth Ahronoth.
Si è esibito in tutto il mondo, tenendo concerti al Madison Square Garden di New York, all'Olympia di Parigi e al Festival canoro di Tokyo.
Ha inciso dischi in Giappone, Spagna, Francia e Germania. Ha rappresentato Israele all'Eurovision Song Contest 1982, giungendo secondo con la canzone "Hora".
L'anno seguente, per Ofra Haza produsse e compose la musica del brano "Chai" ("Viva") che arrivò anch'esso secondo all'Eurofestival.
Toledano ha portato in scena diversi "one-man-shows" come "La Boheme" ispirato dalla canzone di Charles Aznavour "Identitiy Card" che ripercorreva la storia della sua vita. Ha anche interpretato il ruolo di Marius nel musical I miserabili andato in scena a Tel Aviv.
Nel 1990 la tv di stato israeliana realizzò in Marocco un film sulla sua vita che ebbe un notevole successo.
Nel 1994 l'album "Il meglio di Avi Toledano" fu un grande successo.
Nel 1995/96 condusse una lunga tournée in Nord America, esibendosi tra l'altro ad Atlantic City e Montréal.